# Albert R. Broccoli
Albert R. Broccoli, nome completo Albert Romolo Broccoli (New York, 5 aprile 1909 – Beverly Hills, 27 giugno 1996), è stato un produttore cinematografico statunitense.
Conosciuto anche come "Cubby" Broccoli (un nomignolo che gli venne dato da un cugino), produsse più di quaranta film, tra cui anche la serie dei film di James Bond.

## Biografia
Broccoli nacque in una famiglia italoamericana di Long Island di origini calabresi (il padre Giovanni Broccoli era di Carolei, in provincia di Cosenza). La famiglia si trasferì in Florida e, alla morte del padre, Albert andò a vivere con la nonna ad Astoria, nel Queens, quartiere di New York City.
Nel 1940, all'età di 31 anni, Cubby sposò l'attrice Gloria Blondell (sorella minore di Joan Blondell), dalla quale divorziò nel 1945 senza aver avuto figli. Dopo aver svolto molti lavori, incluso il produttore di bare, Broccoli fu coinvolto nell'industria cinematografica, iniziando a lavorare come fattorino sul set del film Il mio corpo ti scalderà (1941). Qui incontrò Howard Hughes, che si occupò della produzione quando il regista Howard Hawks venne cacciato.
In seguito all'attacco giapponese a Pearl Harbor alla fine del 1941, Broccoli entrò nella marina militare statunitense, ritornando a Hollywood nel 1945 per lavorare come agente alla Famous Artists Agency.
All'inizio degli anni cinquanta Broccoli si trasferì a Londra. Sagace uomo d'affari, si dimostrò abile nel fare buon uso del sussidio dato dal governo britannico per finanziare film prodotti nel Regno Unito con cast e troupe britanniche. Nel 1951 sposò Nedra Clark, che morì dopo aver dato alla luce la loro figlia, Tina.
In seguito, Broccoli incontrò e sposò nel 1959 l'attrice e romanziera Dana Wilson, che morì di tumore nel 2004, all'età di 82 anni.
Nel 1962 Broccoli si mise in società con Harry Saltzman, fondando la EON Productions e la sua controllante Danjaq, LLC. Nello stesso anno Broccoli produsse il primo Bond movie, Agente 007 - Licenza di uccidere, e il suo coinvolgimento nella serie continuò fino alla morte. La sua famiglia, in particolare la figlia Barbara Broccoli e il figliastro Michael G. Wilson, ha da allora prodotto i film di James Bond.
Al di là dei film di Bond, Broccoli produsse il classico di Dick Van Dyke Chitty Chitty Bang Bang, tratto dall'omonimo libro di Ian Fleming, e Call Me Bwana con Bob Hope, l'unico film prodotto da EON Productions all'infuori della serie di James Bond.
Nel 1981 fu insignito del The Irving G. Thalberg Memorial Award per il suo lavoro in ambito cinematografico e gli venne assegnata una stella sull'Hollywood Walk of Fame.
Broccoli morì nella sua casa a Beverly Hills nel 1996, all'età di 87 anni, e fu sepolto nel Forest Lawn - Hollywood Hills Cemetery a Los Angeles; al funerale parteciparono alcuni membri dei cast dei vari film di James Bond, come Desmond Llewelyn, Maryam D'Abo e Timothy Dalton.